# La Fille dans la vitrine
Ne doit pas être confondu avec The Woman in the Window (La Femme au portrait) de Fritz Lang
Pour plus de détails, voir Fiche technique et Distribution.
La Fille dans la vitrine (titre original : La ragazza in vetrina) est un film franco-italien réalisé par Luciano Emmer, sorti en 1961.

## Synopsis
Vincenzo, travailleur d'origine italienne, est employé dans une mine de charbon aux Pays-Bas. Après avoir survécu à un grave accident, il veut retourner dans son pays. Il fait un détour à Amsterdam en compagnie de son ami Federico. Là, il rencontre une prostituée d'une très grande beauté, Else (la fille dans la vitrine), dont il tombe éperdument amoureux. Ses perspectives sont alors entièrement bouleversées.

## Fiche technique
- Réalisation : Luciano Emmer

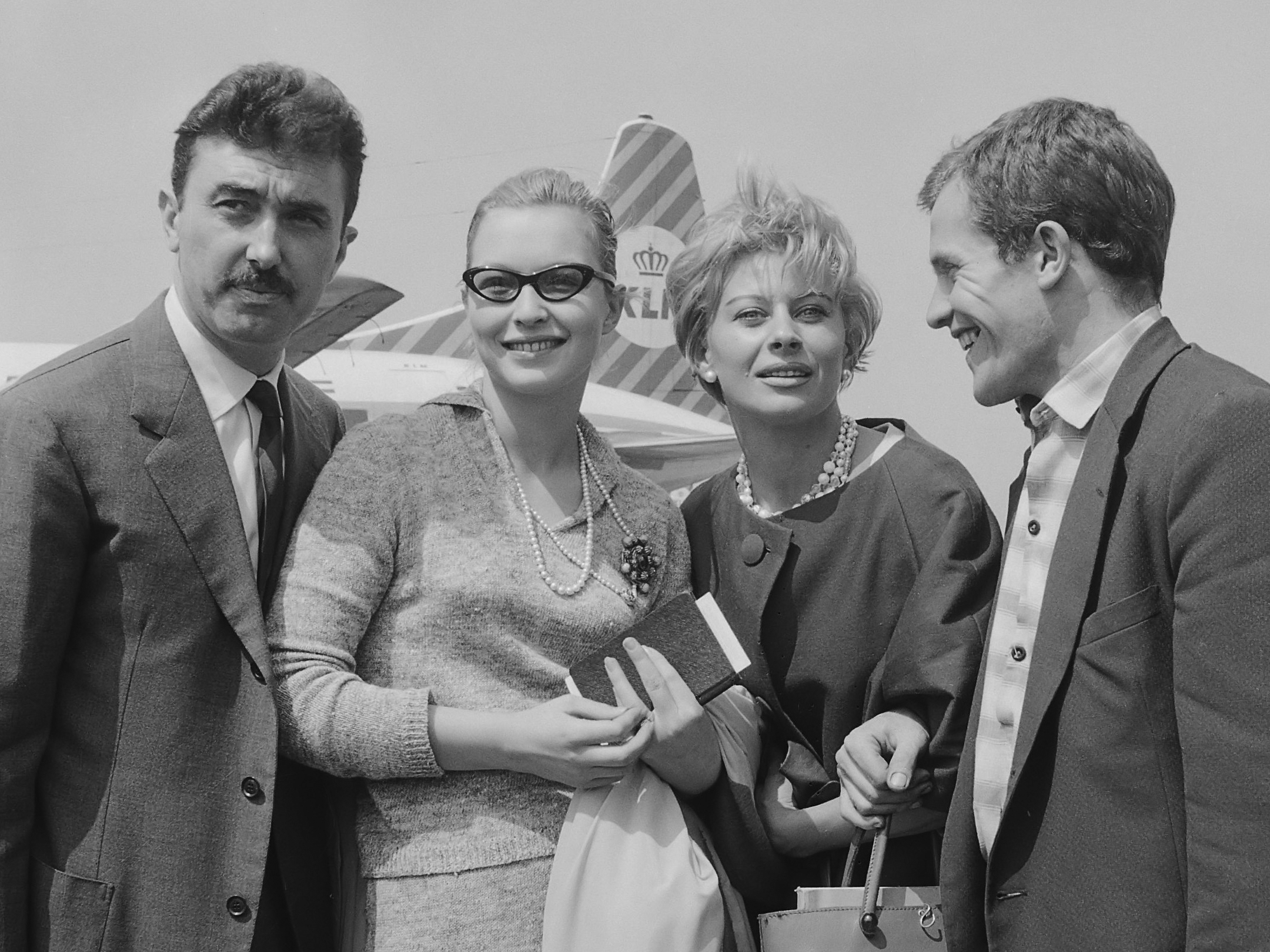
De g. à d., le réalisateur Luciano Emmer, les acteurs Marina Vlady, Magali Noël et Bernard Fresson à l'aéroport d'Amsterdam-Schiphol le 1er juin 1960, en marge du tournage de La Fille dans la vitrine.

- Scénario : Pier Paolo Pasolini, Luciano Emmer, Vinicio Marinucci, Luciano Martino
- Adaptation et dialogues français : José Giovanni
- Photographie : Otello Martelli - Noir et blanc 1,66 : 1
- Montage : Jolanda Benvenuti, Emma Le Chanois
- Musique : Roman Vlad
- Décors : Alexandre Hinkis
- Producteur : Emanuele Cassuto
- Sociétés de production : Nepi Films, Sofitedip, Zodiaque Productions
- Pays de production :  Italie,  France
- Lieux de tournage : Amsterdam, Pays-Bas, Anderlues, Belgique
- Genre : Film dramatique
- Durée : 83 minutes (1 h 23)
- Dates de sortie : 
  - Italie : 14 avril 1961
  - France : 12 mai 1961
- Box-office France : 808 203 entrées
- Affiche : Jean Mascii (France)

## Distribution
- Lino Ventura : Federico
- Bernard Fresson : Vincenzo
- Magali Noël : Cori
- Marina Vlady : Else, la fille dans la vitrine
- Salvatore Lombardo : second rôle
- Antonio Badas  : second rôle
- Roger Bernard  : second rôle
- Peter Faber  : second rôle
- Giulio Mancini  : second rôle
- Salvatore Tesoriero  : second rôle